# 프랑스의 코로나19 범유행
다음은 프랑스에서의 코로나19 범유행에 관한 설명이다.

## 경과

### 1월
1월 24일, 프랑스 보르도시와 파리시에서 각각 1명, 2명의 감염자가 확인되면서 유럽 내 첫번째 감염사례로 보고되었다. 이들 세 감염자 모두 최근에 중국을 방문하고 귀국한 것으로 보도됐다. 파리에서는 중국 우한시에서 넘어온 31세 중국인 여성과 30세 중국인 남성이 감염자로 확인되었다. 이들은 1월 18일 프랑스에 도착한 것으로 알려졌다. 보르도에서는 중국을 방문하고 1월 22일 귀국한 48세 프랑스인 남성이 확진 판정을 받았다. 프랑스 응급의료지원 당국은 이 환자를 즉시 병원에 격리조치하였으며, 현재 안정된 상태로 알려졌다. 프랑스 방역당국은 이 남성과의 접촉자와 전파 여부를 확인하는 과정에 있다고 밝혔다. 한편 우한시 출신 여성이 건강설문 과정에서 증상을 거짓으로 밝혀 주프랑스 중국대사관 측에서 추적에 나서기도 했다.
1월 28일, 파리시를 여행하던 80세 중국인 관광객 여성이 우한 코로나바이러스 확진자로 판명되면서 프랑스 내 감염인구수는 4명으로 증가했다. 이 환자의 몸상태는 현재 심각한 수준으로 알려졌다. 다음날인 1월 29일에는 해당 환자의 딸 역시 검사 결과 코로나바이러스 확진자로 판명, 총 감염자수는 5명으로 늘었다. 1월 30일, 프랑스 내 여섯번째 확진자가 확인되었다고 방역당국 관계자가 밝혔다.

### 3월
3월 12일, 프랑스 정부는 확산 저지를 위해 오는 3월 16일부터 탁아소와 초.중.고교, 대학 등 각급 학교에 추가 조치가 있을 때까지 무기한 휴교령을 내렸다.
3월 19일, 프랑스 확진자가 1만 명을 돌파하였다.

### 10월
코로나19 재확산이 본격화되기 시작해 프랑스 정부는 다시 강한 봉쇄령을 내렸다.

10월 23일, 프랑스 코로나19 확진자가 100만명을 돌파하였다.

### 11월
11월 7일 프랑스 정부는 급격한 확산으로 인해 국가보건비상사태를 2021년 2월 16일까지 연장하기로 결정했다. 이날도 프랑스 신규 확진자는 8만 명을 넘었다.

## 같이 보기
- 유럽의 코로나19 범유행
- 코로나19 경기후퇴